# Frankie Provenzano
Francesco „Frankie“ Provenzano (* 12. Februar 1986 in Rom) ist ein italienischer Rennfahrer.
Nachdem Provenzano im Kartsport aktiv gewesen war, nahm er 2006 an einigen Rennserien im Formelsport teil. Der junge Italiener fuhr in dieser Saison die meisten Rennen in der italienischen Formel Renault. 2007 ging Provenzano bei zwölf Rennen der neugegründeten Internationalen Formel Master an den Start und wurde 20. in der Gesamtwertung. In der folgenden Saison startete Provenzano bei 16 Rennen der Internationalen Formel Master und erreichte erneut den 20. Platz. Außerdem nahm er an der italienischen Formel Master teil und wurde Dritter im Gesamtklassement.
Anfang 2009 wurde Provenzano von Trident Racing für die GP2-Asia-Serie verpflichtet. Er gab sein Debüt beim dritten Saisonwochenende in Sachir und wurde bereits nach zwei Rennwochenenden durch Ricardo Teixeira abgelöst. Im weiteren Verlauf der Saison 2009 war Provenzano in der Internationalen Formel Master, in der er 15. wurde, aktiv. Außerdem startete er bei einigen Rennen der World Series by Renault.

## Karrierestationen
- 2006: Italienische Formel Renault
- 2007: Internationale Formel Master (Platz 20)
- 2008: Internationale Formel Master (Platz 20), Italienische Formel Master (Platz 3)
- 2009: Internationale Formel Master (Platz 15), GP2-Asia-Serie (Platz 35)

| Personendaten    | Personendaten            |
| ---------------- | ------------------------ |
| NAME             | Provenzano, Frankie      |
| ALTERNATIVNAMEN  | Provenzano, Francesco    |
| KURZBESCHREIBUNG | italienischer Rennfahrer |
| GEBURTSDATUM     | 12. Februar 1986         |
| GEBURTSORT       | Rom, Italien             |